# Hylamorpha elegans
Hylamorpha elegans, llamado pololo verde, San Juan, sanjuán verde, juanito o gusano blanco (nombres comunes que también se dan a Brachysternus prasinus), es una especie de coleóptero escarabeido de la subfamilia de los rutelinos que habita en el sur de Chile desde la región de O'Higgins hasta la de Los Lagos, desde el nivel del mar hasta los 1.500 m s. n. m. y en Argentina en el parque nacional Nahuel Huapi. El insecto adulto es de color verde, mide de 1,5 a 1,8 cm de largo, es bastante común en su área de distribución. Sus larvas, denominadas "gusanos ablancos", se alimentan de raíces de gramíneas, por lo que pueden resultar perjudiciales para la agricultura.

## Historia natural
Depositan los huevos en el suelo, en pastos o viveros. Las larvas, conocidas como gusanos blancos, se encuentran en el suelo entre enero y noviembre, cuando se alimentan de las raíces de las plantas o de troncos en descomposición. Durante los períodos con alta humedad del suelo, las larvas se encuentran al nivel de las raíces de plantas, pero cuando el suelo se seca, se mueven más profundamente en el suelo. Las primeras eclosiones de los adultos comienzan normalmente a registrarse a mediados de octubre y los últimos logran emerger al comienzo del verano.
Los adultos consumen hojas y las larvas, raicillas de gramíneas y otros vegetales, por lo que son consideradas perjudiciales para algunos cultivos agrícolas. Causan una reducción del crecimiento, muerte de ramas y a veces la mortalidad de las plantas huéspedes. Los adultos vuelan durante el verano - de mediados de noviembre a finales de febrero - y se alimentan de las hojas de los robles (Nothofagus obliqua) y en algunos casos árboles grandes son completamente defoliados. En Chile, se han reportado larvas blancas causando perjuicios en pino insigne (Pinus radiata). Otras se han encontrado dentro de los troncos en descomposición donde sus hábitos de alimentación parecen ser similares a los escarabajos de la familia Lucanidae, sirviendo como agentes de la descomposición.